# Les Yeux secs (film)
Pour l’article homonyme, voir Les Yeux secs (roman).
Pour plus de détails, voir Fiche technique et Distribution.
Les Yeux secs (العيون الجافة, Al ouyoune al jaffa) est un film franco-marocain réalisé par Narjiss Nejjar et sorti en 2003.

## Synopsis
Les Yeux secs porte sur l'histoire d'un village berbère au Maroc uniquement habité par des femmes condamnées à offrir leurs charmes. Seuls des hommes dûment argentés peuvent y séjourner.  Mais lorsque Mina, incarcérée durant vingt-cinq ans, revient, l'ordre des choses est perturbé : celle-ci ayant appris l'art du métier à tisser leur offre une nouvelle perspective… Ces femmes contraintes jusqu'ici de dissimuler douleur et honte, autrement dit d'avoir les « yeux secs », vont-elles s'émanciper, enfin, d'un destin tragique ?

## Fiche technique
- Titre : Les Yeux secs
- Titre original : العيون الجافة (Al ouyoune al jaffa)
- Réalisation, scénario et production : Narjiss Nejjar
- Production : Jbila Méditerranée Prod., Soread-2M, Terre Sud Films
- Pays d'origine :  Maroc/ France
- Photographie : Denis Gravouil - couleur
- Musique : Guy-Roger Duvert
- Montage : Emmanuelle Pencalet
- Langue originale : arabe
- Durée : 116 minutes
- Sortie : 20 mai 2003 au Festival de Cannes

## Distribution
- Siham Assif : Hala
- Khalid Benchagra : Fahd
- Raouia : Mina
- Rafika Belhaj : Zinba

## Production
Le film a été tourné à El Hajeb,

## Distinctions
- Festival national marocain du film 2003 :
  - prix de la première œuvre pour Narjiss Nejjar[3] :
  - prix du premier rôle féminin pour Fatima Harrandi[3] (alias Raouia[4]) ;
  - prix des costumes pour Hayat Sbai[3].
- Festival international du film francophone de Namur 2003 : Bayard d'or du meilleur scénario pour Narjiss Nejjar[5].

## Autour du film
La spécificité du cinéma marocain est de décrire très souvent un monde rural et montagnard ignoré des habitants des villes. « On avait déjà cette impression, à voir Mektoub de Nabil Ayouch (1997) » et ce sentiment s'accroît davantage avec des films plus récents comme Les Yeux secs de Narjiss Nejjar ou L'Enfant endormi (2005) de Yasmine Kassari, note Denise Brahimi. La présentation du film a pu paraître racoleuse. Était-ce un moyen de capter l'attention des citadins marocains sur des réalités qu'ils ne connaissaient guère ? Narjiss Nejjar a déclaré à propos de son film : « J'avais envie de parler de l'identité berbère et des minorités. C'est une région enclavée, économiquement en friche. Un état de fait dont résulte la prostitution, puisque ces femmes ont du mal à trouver des substituts économiques... »